# Nikolaus Delius
Nikolaus Delius, född 19 september 1813 i Bremen, död 18 november 1888 i Bonn, var en tysk filolog.
Delius, som var professor i Bonn från 1855, gjorde en bestående insats som Shakespeareforskare. Bland annat utgav han en utmärkt kritisk upplaga av Shakespeares verk med tysk kommentar och inledning (1854–1861, med supplement 1865), ett Shakespeare-lexikon (1852), samt Pseudo-Shakespearische Dramen (2 band, 1856–1874).